# Austal Ships

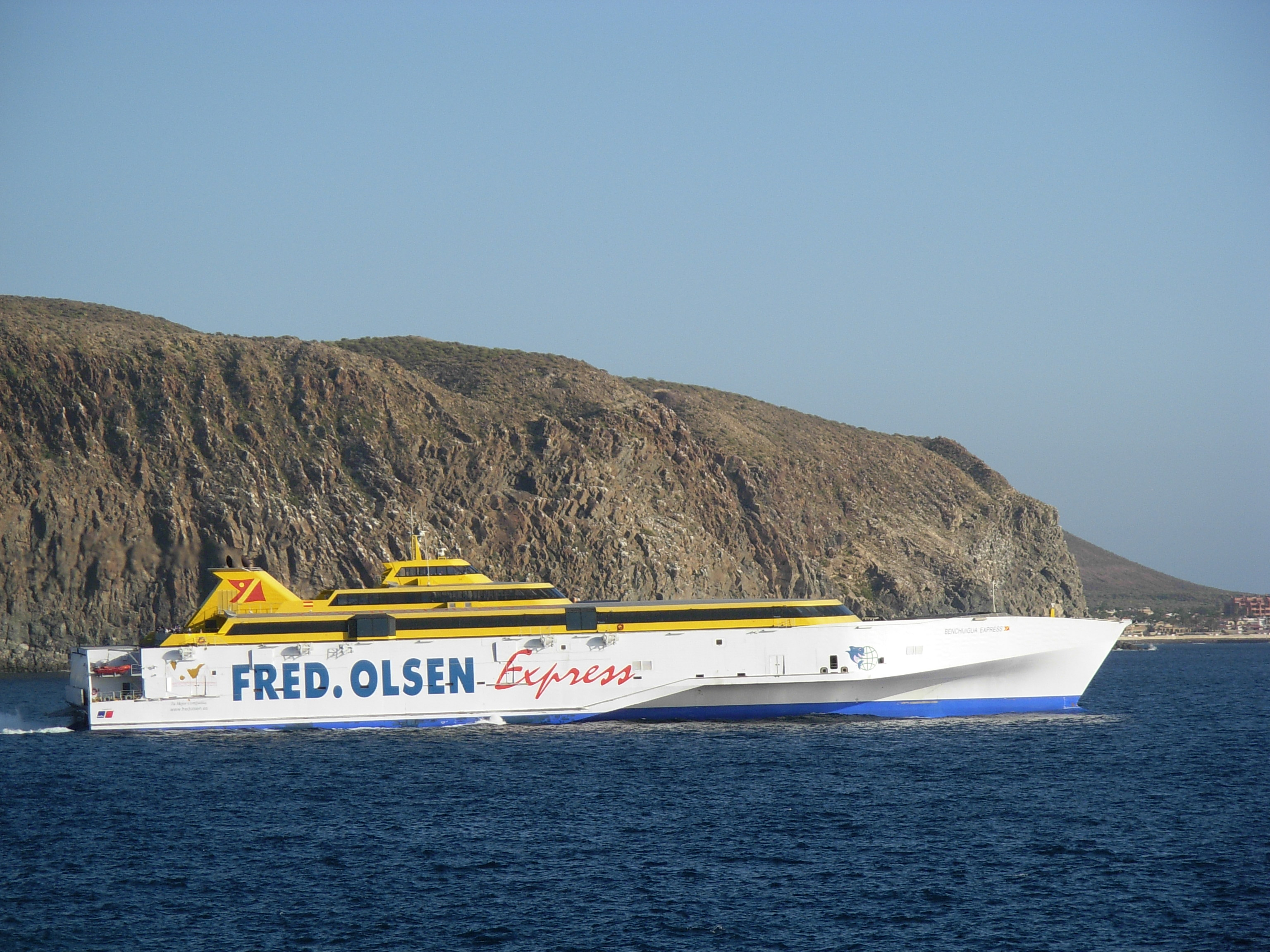
HSC Benchijigua Express

Austal Ships är ett skeppsvarv i Fremantle i Australien. Bolaget grundades 1988 och har idag cirka 2 400 anställda. Bolagets aktier är noterade på börsen Australian Securities Exchange. 
Produktionen är inriktad på medelstora fartyg för civilt och militärt bruk. Den civila produktionen består främst av färjor och passagerarfartyg. Militär produktion är framförallt inriktad på patrullbåtar och trupptransportfartyg. 
Austal har tre varv. Krigsfartyg konstrueras och byggs i Henderson i Västaustralien och Mobile i Alabama i USA. Civila fartyg byggs i Balamban på Cebu i Filippinerna, 

## Byggda skepp
- HSC Villum Clausen

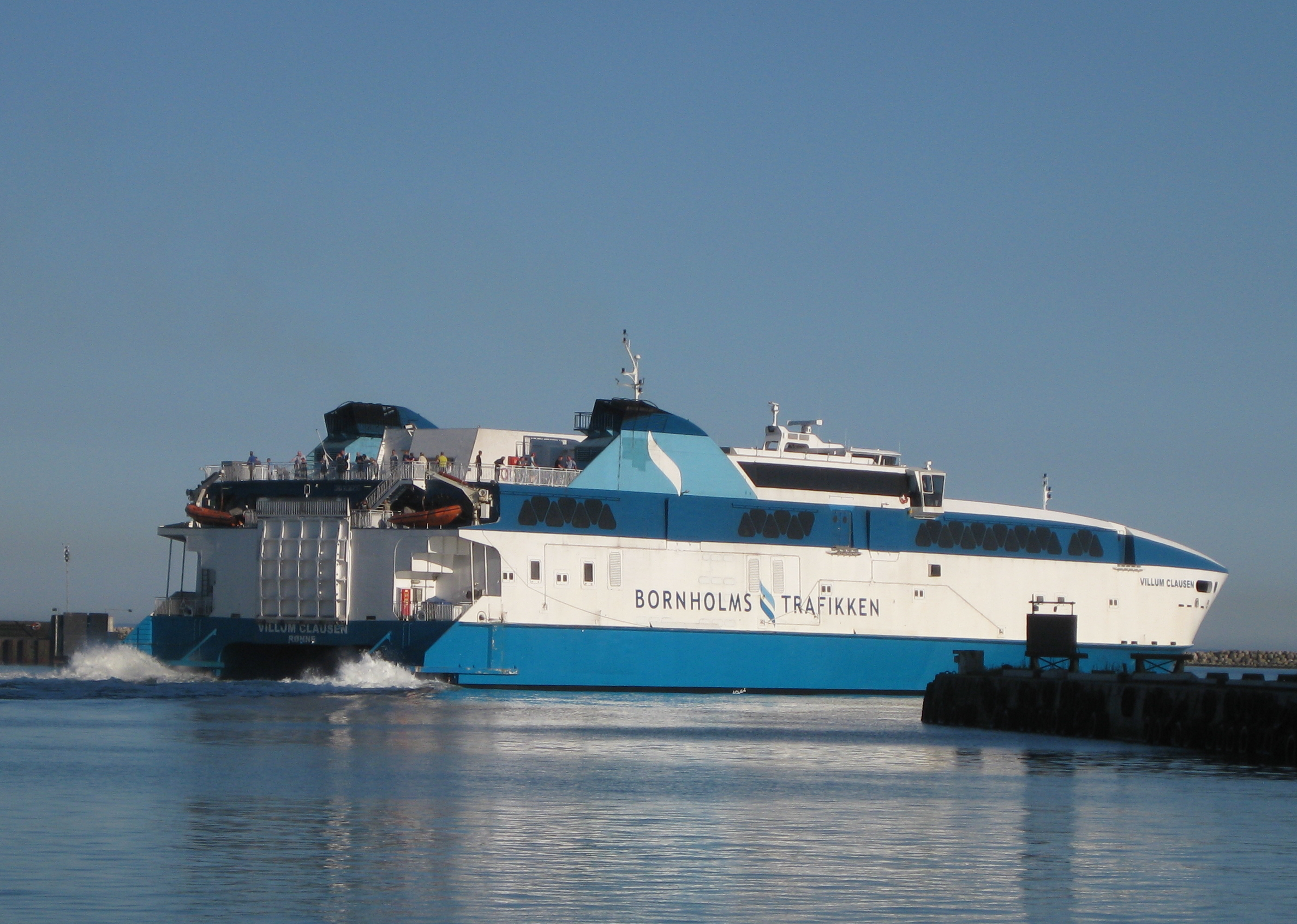
M/S Villum Clausen

- HSC Leonora Christina, snabbgående katmaranfärja (levererades år 2011 till Bornholmerfærgen)
- HSC Benchijigua Express, snabbgående trimaranfärja för Fred. Olsen Express i Kanarieöarna
- HSC Express 5, snabbgående katamaranfärja för Molslinjen i Danmark

## Bildgalleri

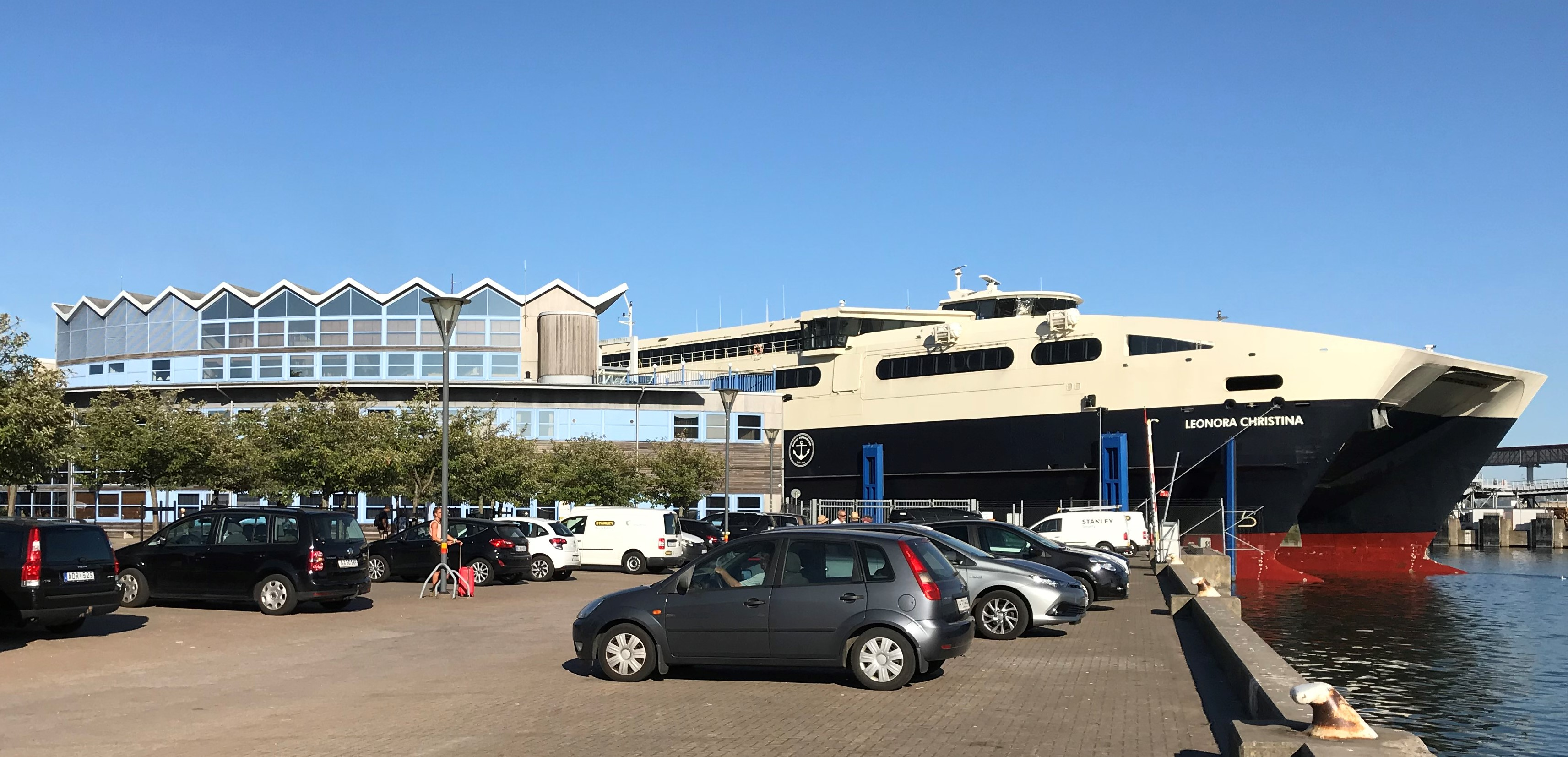
HSC Leonora Christina vid Bornholmsterminalen i Ystad i augusti 2018
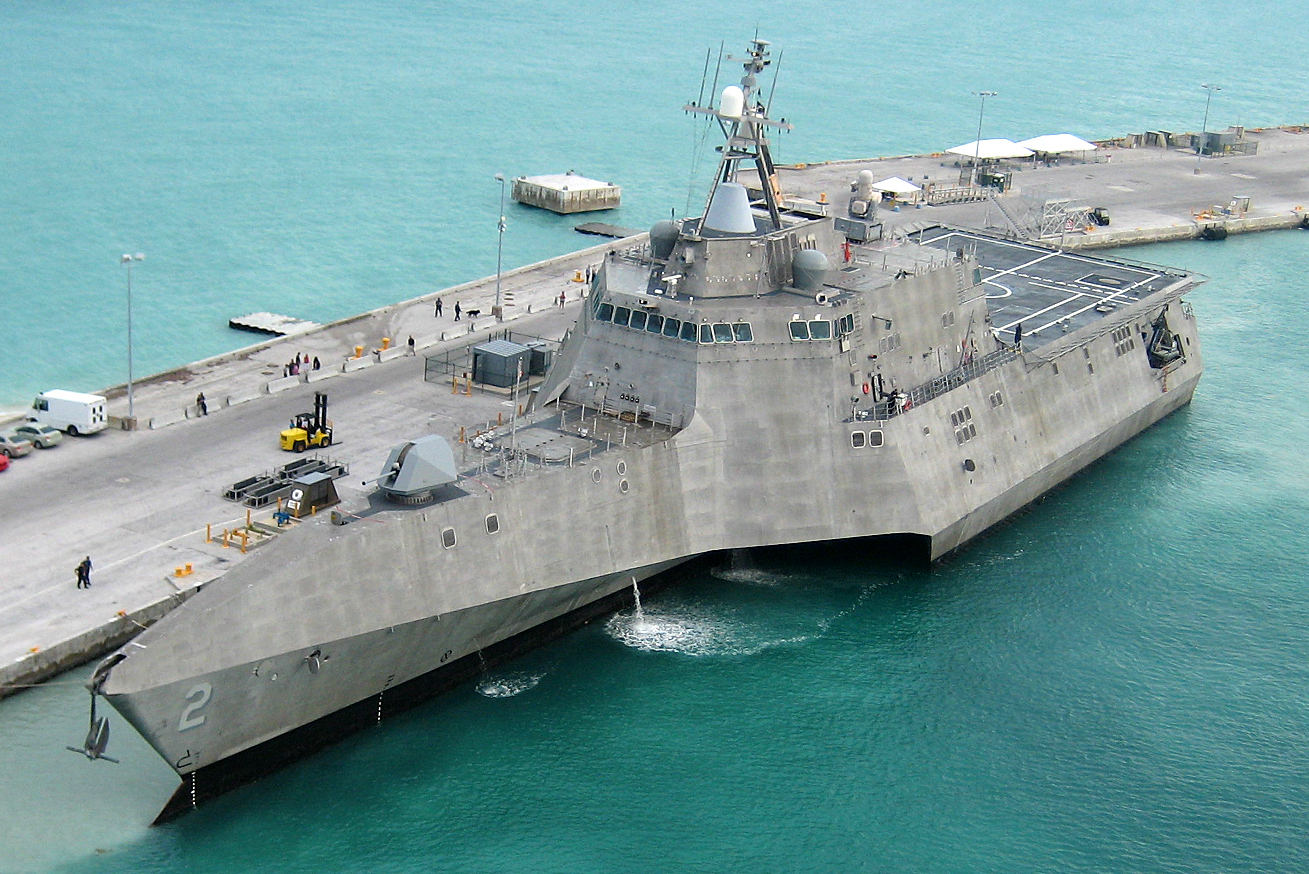
USS Independence, korvett, i aktiv tjänst i amerikanska flottan från 2010
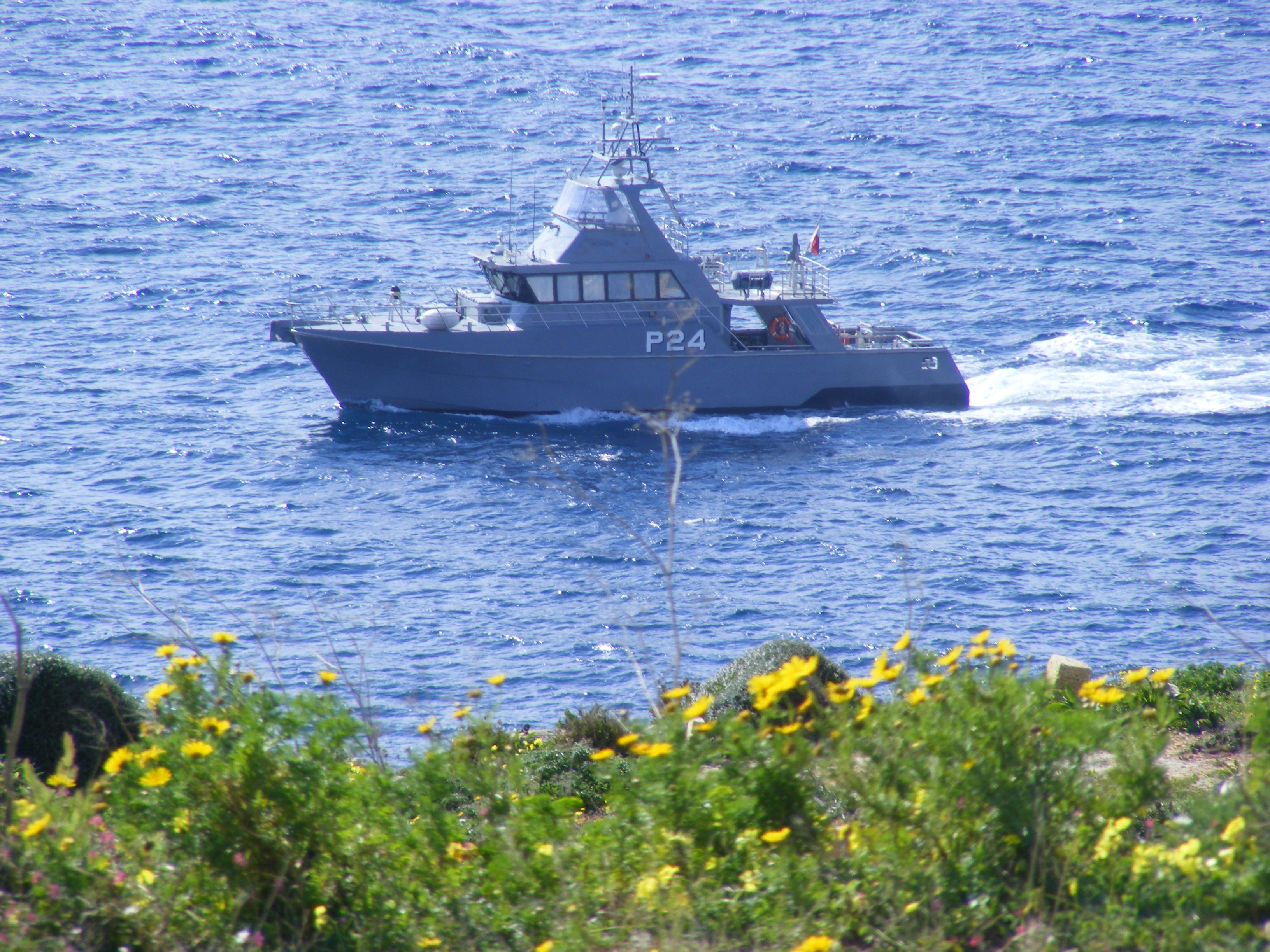
Den maltesiska partrullbåten P 24, i tjänst från 2010
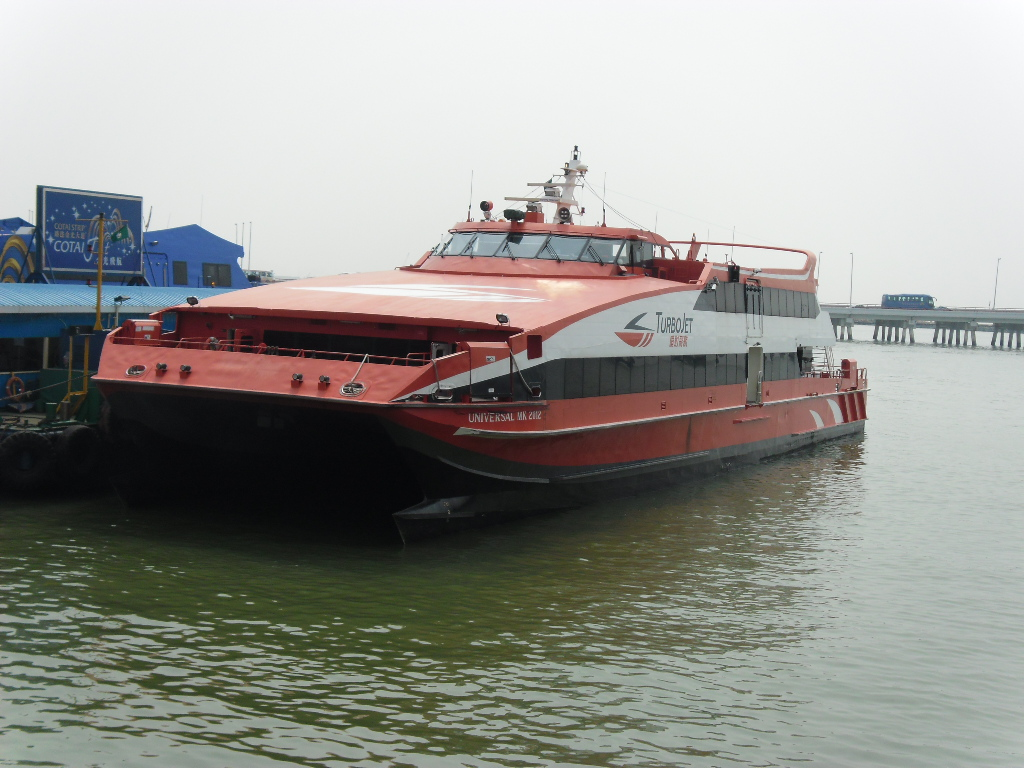
Universal Mark2012, Hongkong, tidigare New Ferry LXXXIII
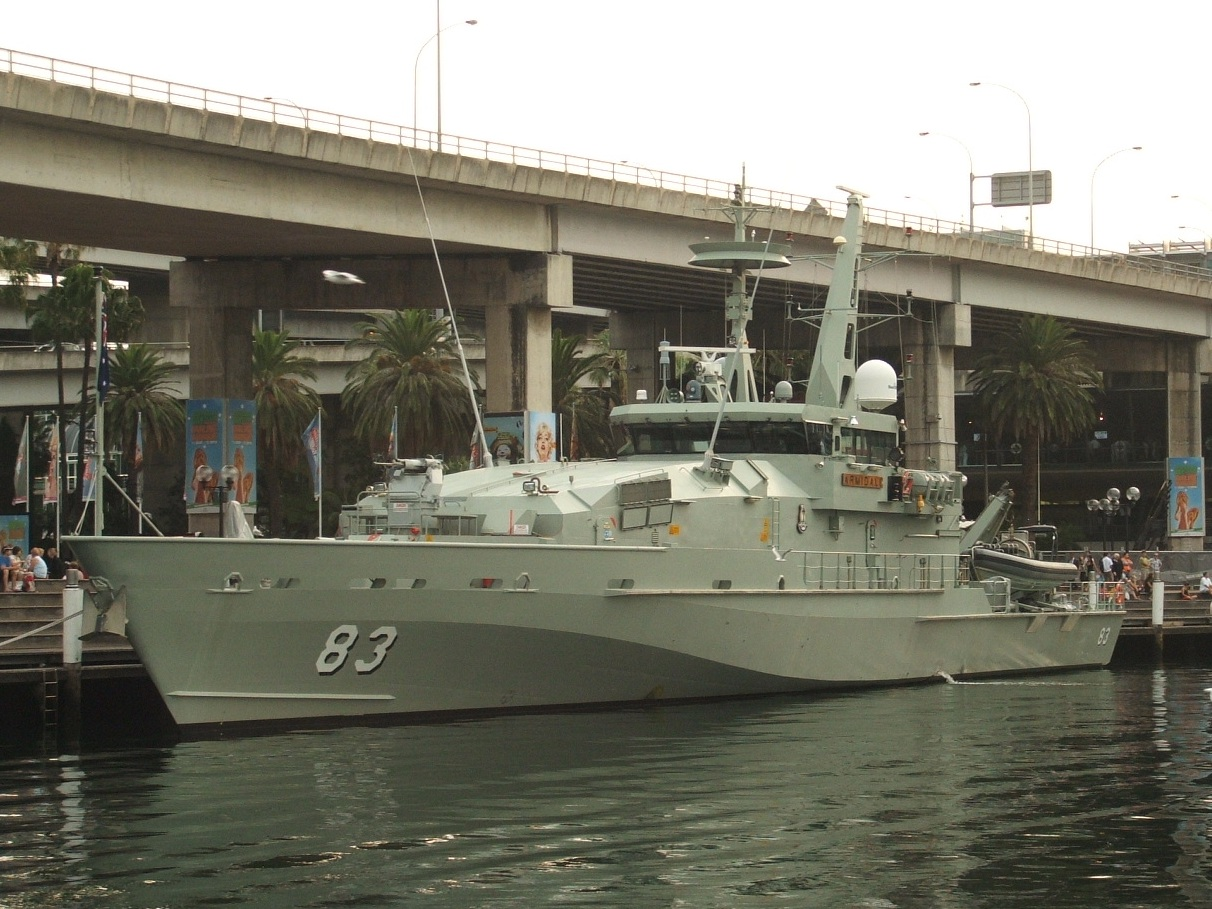
Patrullbåten HMS Armidale, i tjänst i den australiska flottan sedan 2005